# Imma
Imma là một chi lớn các loài bướm đêm trong họ Immidae.